# (749) Malzovia
 (749) Malzovia es el asteroide número 749 perteneciente al cinturón de asteroides descubierto el 5 de abril de 1913 por Serguéi Ivánovich Beliavski desde el observatorio de Simeiz en Crimea. Su designación alternativa es 1913 RF.
Está nombrado en honor de Nikolái Serguéievich Malzov (1848-c.1929), astrónomo aficionado ruso.

## Características orbitales
Malzovia forma parte de la familia asteroidal de Flora.